# Nummer 1-hits in de Billboard Hot 100 in 2013
Deze hits stonden in 2013 op nummer 1 in de Billboard Hot 100, de bekendste Amerikaanse hitlijst.
| Nummer | Datum        | Artiest                             | Titel                 |
| ------ | ------------ | ----------------------------------- | --------------------- |
| 1021   | 5 januari    | Bruno Mars                          | Locked out of heaven  |
|        | 12 januari   | Bruno Mars                          | Locked out of heaven  |
|        | 19 januari   | Bruno Mars                          | Locked out of heaven  |
|        | 26 januari   | Bruno Mars                          | Locked out of heaven  |
| 1022   | 2 februari   | Macklemore, Ryan Lewis & Wanz       | Thrift shop           |
|        | 9 februari   | Macklemore, Ryan Lewis & Wanz       | Thrift shop           |
|        | 16 februari  | Macklemore, Ryan Lewis & Wanz       | Thrift shop           |
|        | 23 februari  | Macklemore, Ryan Lewis & Wanz       | Thrift shop           |
| 1023   | 2 maart      | Baauer                              | Harlem shake          |
|        | 9 maart      | Baauer                              | Harlem shake          |
|        | 16 maart     | Baauer                              | Harlem shake          |
|        | 23 maart     | Baauer                              | Harlem shake          |
|        | 30 maart     | Baauer                              | Harlem shake          |
| 1022   | 6 april      | Macklemore, Ryan Lewis & Wanz       | Thrift shop           |
|        | 13 april     | Macklemore, Ryan Lewis & Wanz       | Thrift shop           |
| 1024   | 20 april     | Bruno Mars                          | When I was your man   |
| 1025   | 27 april     | P!nk & Nate Ruess                   | Just Give Me a Reason |
|        | 4 mei        | P!nk & Nate Ruess                   | Just Give Me a Reason |
|        | 11 mei       | P!nk & Nate Ruess                   | Just Give Me a Reason |
| 1026   | 18 mei       | Macklemore, Ryan Lewis & Ray Dalton | Can't hold us         |
|        | 25 mei       | Macklemore, Ryan Lewis & Ray Dalton | Can't hold us         |
|        | 1 juni       | Macklemore, Ryan Lewis & Ray Dalton | Can't hold us         |
|        | 8 juni       | Macklemore, Ryan Lewis & Ray Dalton | Can't hold us         |
|        | 15 juni      | Macklemore, Ryan Lewis & Ray Dalton | Can't hold us         |
| 1027   | 22 juni      | Robin Thicke, T.I. & Pharrell       | Blurred lines         |
|        | 29 juni      | Robin Thicke, T.I. & Pharrell       | Blurred lines         |
|        | 6 juli       | Robin Thicke, T.I. & Pharrell       | Blurred lines         |
|        | 13 juli      | Robin Thicke, T.I. & Pharrell       | Blurred lines         |
|        | 20 juli      | Robin Thicke, T.I. & Pharrell       | Blurred lines         |
|        | 27 juli      | Robin Thicke, T.I. & Pharrell       | Blurred lines         |
|        | 3 augustus   | Robin Thicke, T.I. & Pharrell       | Blurred lines         |
|        | 10 augustus  | Robin Thicke, T.I. & Pharrell       | Blurred lines         |
|        | 17 augustus  | Robin Thicke, T.I. & Pharrell       | Blurred lines         |
|        | 24 augustus  | Robin Thicke, T.I. & Pharrell       | Blurred lines         |
|        | 31 augustus  | Robin Thicke, T.I. & Pharrell       | Blurred lines         |
|        | 7 september  | Robin Thicke, T.I. & Pharrell       | Blurred lines         |
| 1028   | 14 september | Katy Perry                          | Roar                  |
|        | 21 september | Katy Perry                          | Roar                  |
| 1029   | 28 september | Miley Cyrus                         | Wrecking ball         |
|        | 5 oktober    | Miley Cyrus                         | Wrecking ball         |
| 1030   | 12 oktober   | Lorde                               | Royals                |
|        | 19 oktober   | Lorde                               | Royals                |
|        | 26 oktober   | Lorde                               | Royals                |
|        | 2 november   | Lorde                               | Royals                |
|        | 9 november   | Lorde                               | Royals                |
|        | 16 november  | Lorde                               | Royals                |
|        | 23 november  | Lorde                               | Royals                |
|        | 30 november  | Lorde                               | Royals                |
|        | 7 december   | Lorde                               | Royals                |
| 1029   | 14 december  | Miley Cyrus                         | Wrecking ball         |
| 1031   | 21 december  | Eminem & Rihanna                    | The monster           |
|        | 28 december  | Eminem & Rihanna                    | The monster           |